# Walerian Naramowski
Walerian Naramowski herbu Łodzia (ur. 1662  – zm. 12 sierpnia 1701 roku) – cześnik wschowski w latach 1698–1701, burgrabia poznański.
Sędzia kapturowy sądu grodzkiego poznańskiego w 1696 roku. Był elektorem Augusta II Mocnego w 1697 roku z województwa kaliskiego.